# Sharks!
Sharks! là một công trình nghệ thuật trưng bày ở Luân Đôn, Anh, với tác giả là kiến trúc sư Jaimie Shorten. Tác phẩm nghệ thuật này được xây dựng sau khi nó đã giành chiến thắng tại Antepavilion năm 2020, một cuộc thi nghệ thuật thường niên.

## Tác phẩm
Sharks! bao gồm năm mô hình con cá mập bằng sợi thủy tinh có kích thước đời thực. Dự án này lấy cảm hứng từ Cá Mập Headington ở Oxford. Chi phí lắp đặt công trình này là 25.000 bảng Anh. Nó đã được chọn và xây dựng sau khi thắng cuộc thi Antepavilion năm 2020, khớp với chủ đề của năm đó là "căng thẳng giữa sự quản lý độc tài đối với môi trường xây dựng và chủ nghĩa tự do thẩm mỹ cá nhân". Shorten nói rằng anh coi những con cá mập như những người con gái ngây thơ nổi lên giữa "trung tâm của sự hỗn độn hipster" và là "những kẻ câm lặng chịu đựng thế giới khủng khiếp này", được cứu rỗi bằng cách nằm ở Hoxton và "ở bên nhau".

## Tranh chấp
Vào tháng 8 năm 2020, một toà án đã cấp cho Hội đồng khu tự quản Hackney của Luân Đôn một lệnh cấm tạm thời không cho phép Sharks! được lắp đặt tại Kênh Regent ở Hoxton. Như đã nêu trong lệnh cấm tạm thời, lệnh này được đưa ra tại một phiên điều trần mà không được thông báo đến các bị cáo.
Vào tháng 10 năm 2020, Tòa án Tối cao đã cấp cho Hội đồng khu tự quản Hackney của Luân Đôn một lệnh cấm tạm thời khác của để dỡ bỏ Sharks! ra khỏi Kênh Regent ở Hoxton sau một phiên điều trần xem xét lại.
Vào tháng 4 năm 2021, Sharks! đã được chuyển đến Câu lạc bộ Thuyền Islington.
Vào tháng 6 năm 2021, những con cá mập này đã được dỡ bỏ khỏi nơi trưng bày của chúng ở Câu lạc bộ thuyền Islington và quay trở lại Antepavilion, nơi mà chúng được cất giữ trên một chiếc sà lan trên sông.
Vào tháng 7 năm 2021, Tòa án Phúc thẩm đã cho phép kháng cáo lệnh cấm.